# Groupe de NGC 5374
Le groupe de NGC 5374 comprend au moins huit galaxies situées dans les constellations de la Vierge et du Bouvier. La distance moyenne entre ce groupe et la Voie lactée est d'environ 70,7 Mpc (∼231 millions d'al). 

## Membres
Le tableau ci-dessous liste les huit galaxies du groupe indiquées dans l'article de A.M. Garcia paru en 1993.
D'autre part, Abraham Mahtessian place ces quatre galaxies dans un autre groupe, celui de NGC 5371, un groupe également mentionné par Garcia.
| Nom      | Constellation | Class.   | Type           | α (J2000.0)   | δ (J2000.0) | Vitesse radiale (km/s) | m    | Distance (Mpc) | Diamètre (kal) |
| -------- | ------------- | -------- | -------------- | ------------- | ----------- | ---------------------- | ---- | -------------- | -------------- |
| NGC 5374 | Vierge        | SB(r)bc? | Spirale barrée | 13h 57m 29.6s | 06° 05′ 49″ | 4342 ± 2               | 12,5 | 68,0 ± 4,8     | 111            |
| NGC 5382 | Vierge        | S0       | Lenticulaire   | 13h 58m 14.9s | 06° 15′ 31″ | 4271 ± 13              | 11,4 | 67,0 ± 4,7     | 106            |
| NGC 5384 | Vierge        | S0       | Lenticulaire   | 13h 58m 12.8s | 06° 31′ 05″ | 5094 ± 2               | 13,1 | 79,1 ± 5,5     | 164            |
| NGC 5386 | Vierge        | S0/a     | Lenticulaire   | 13h 58m 22.3s | 06° 20′ 21″ | 4289 ± 53              | 13,2 | 67,2 ± 4,8     | 92             |
| NGC 5417 | Bouvier       | Sa       | Spirale        | 14h 02m 13.0s | 08° 02′ 14″ | 4866 ± 2               | 13,0 | 75,6 ± 5,3     | 137            |
| NGC 5418 | Bouvier       | SB?      | Spirale barrée | 14h 02m 17.6s | 07° 41′ 03″ | 4551 ± 3               | 13,5 | 71,0 ± 5,0     | 63             |
| NGC 5434 | Bouvier       | SAc      | Spirale        | 14h 03m 23.1s | 09° 26′ 53″ | 4639 ± 1               | 13,2 | 72,2 ± 5,1     | 125            |
| UGC 8906 | Vierge        | Sd       | Spirale        | 13h 59m 22.7s | 05° 32′ 19″ | 4193 ± 4               | 14,5 | 65,8 ± 4,6     | 82             |

Le site DeepskyLog permet de trouver aisément les constellations des galaxies mentionnées dans ce tableau ou si elles ne s'y trouvent pas, l'outil du site constellation permet de le faire à l'aide des coordonnées de la galaxie. Sauf indication contraire, les données proviennent du site NASA/IPAC.